# Џуди Колинс
Џудит Марџори Колинс (енгл. Judith Marjorie Collins; Сијетл, 1. мај 1939) америчка је певачица, текстописац и композитор.